# Prepelitzay Sámuel
Vágszerdahelyi Prepelitzay Sámuel (Pest, 1794. május 28. – Arad, 1859. szeptember 22.) ügyvéd, író, kezdő nemzeti színészetünk pártolója és propagátora.

## Életpályája
Eleinte Pesten volt nevelő, majd a nemzeti színészet pártolója és terjesztője lett. Baráti kapcsolatban volt Déryné Széppataki Rózával. Színész cikkei a Tudományos Gyűjteményben jelentek meg, melynek szerkesztője is volt. Kéziratban maradt műve: Nemzeti Intézet. Egy magyar színjátszó-társaság előadásairól Pesten (1822), az Országos Széchényi Könyvtárban található.

## Családja
Szülei: Prepeliczay János (1752–1823) és Farkas Anna voltak. 1824. november 27-én házasságot kötött Rochel Jozefin-nel. Nyolc gyermekük született: öt fiú és három lány:
- Prepeliczay Béla (1825–1880) ügyvéd
- Prepeliczay Mária (1827–1896)
- Prepeliczay Gyula (1831–1893) jószágigazgató
- Prepeliczay Lajos (1833–1864) festő
- Prepeliczay Károly (1837–1886) katona, őrnagy
- Prepeliczay Sándor (1839–1872)
- Prepeliczay Róza (1841-?)
- Prepeliczay Vilma (1851-?)

## Művei
- A játékszínről egy szó annak idejében (Tudományos Gyűjtemény, 1821)
- Egy magyar színjátszó-társaság előadásairól Pesten (1822)
- Hazafiúi figyelmeztetés a magyar nemzeti játékszinünkre (Tudományos Gyűjtemény, 1822)